# Periple del Pont Euxí
El Periple del Pont Euxí (en grec antic: Περίπλους τοῦ Εὐξείνου Πόντου, Períplūs tū Euxéinū Póntū, llatí: Periplus Ponti Euxini) és un periple o guia detallada destinada als viatgers, de la riba del Pont Euxí (la mar Negra). Va ser escrita per Flavi Arrià, probablement quan era prefecte de Capadòcia.
Escrit en forma de carta dirigida a l'emperador Hadrià, que estava particularment interessat en la geografia i havia visitat personalment una gran part dels seus extensos dominis. Conté un estudi topogràfic precís de les costes de l'Euxí, de Trapezunt fins a Bizanci, i la va escriure probablement mentre ocupava el càrrec de legat a Capadòcia, poc temps abans que esclatés la guerra contra els alans. Al mateix temps va elaborar unes notes militars amb propostes per l'atac de l'exèrcit romà contra els bàrbars, recollides en un breu fragment, que va escriure, segons diu, al vintè any del regnat de l'emperador, i que contenia, a més d'un breu relat d'antics escriptors sobre el tema, una descripció de l'ordenació d'un exèrcit en general.
El propòsit del Periple i de les notes era informar a l'emperador de la «disposició de la terra» i fornir-li la informació necessària, per exemple les distàncies entre les ciutats i els punts que podrien proporcionar un port segur als vaixells en cas de tempesta, si Adrià volia iniciar una expedició militar a la regió.
El Periple conté, segons Edward Gibbon, «tot el que el governador de Capadòcia havia vist de Trapezunt fins a Dioscúrias». Mentre Arrià dona molta informació sobre el costat sud i est de l'Euxí, quan parla de la riba nord deixa de mencionar grans espais i les seves mesures són menys precises.